# Quendelblättrige Bergminze
Die Quendelblättrige Bergminze (Syn.: Clinopodium album (Waldst. & Kit.) Bräuchler & Govaerts, Syn.: Clinopodium thymifolium (Scop.) Kuntze), auch Thymianblättrige Felsenlippe oder Slowenische Bergminze genannt, ist eine Pflanzenart aus der Gattung der Bergminzen (Clinopodium) innerhalb der Familie der Lippenblütler (Lamiaceae). Diese Art ist reich an ätherischen Ölen und findet in der Volksmedizin und Küche Verwendung.

## Beschreibung

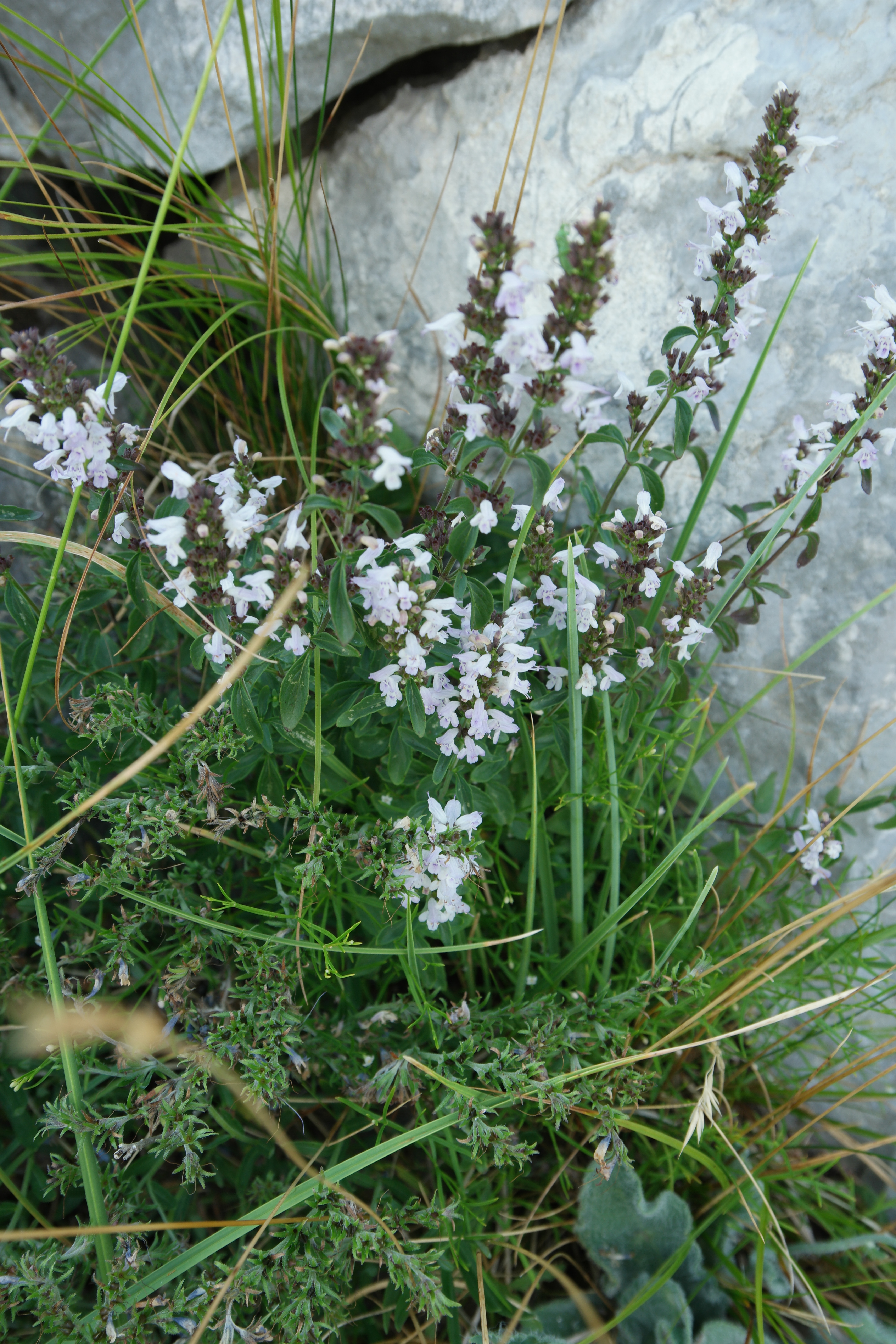
Habitus am Naturstandort, Opaljika am Nordabfall der Velika Jastrebica

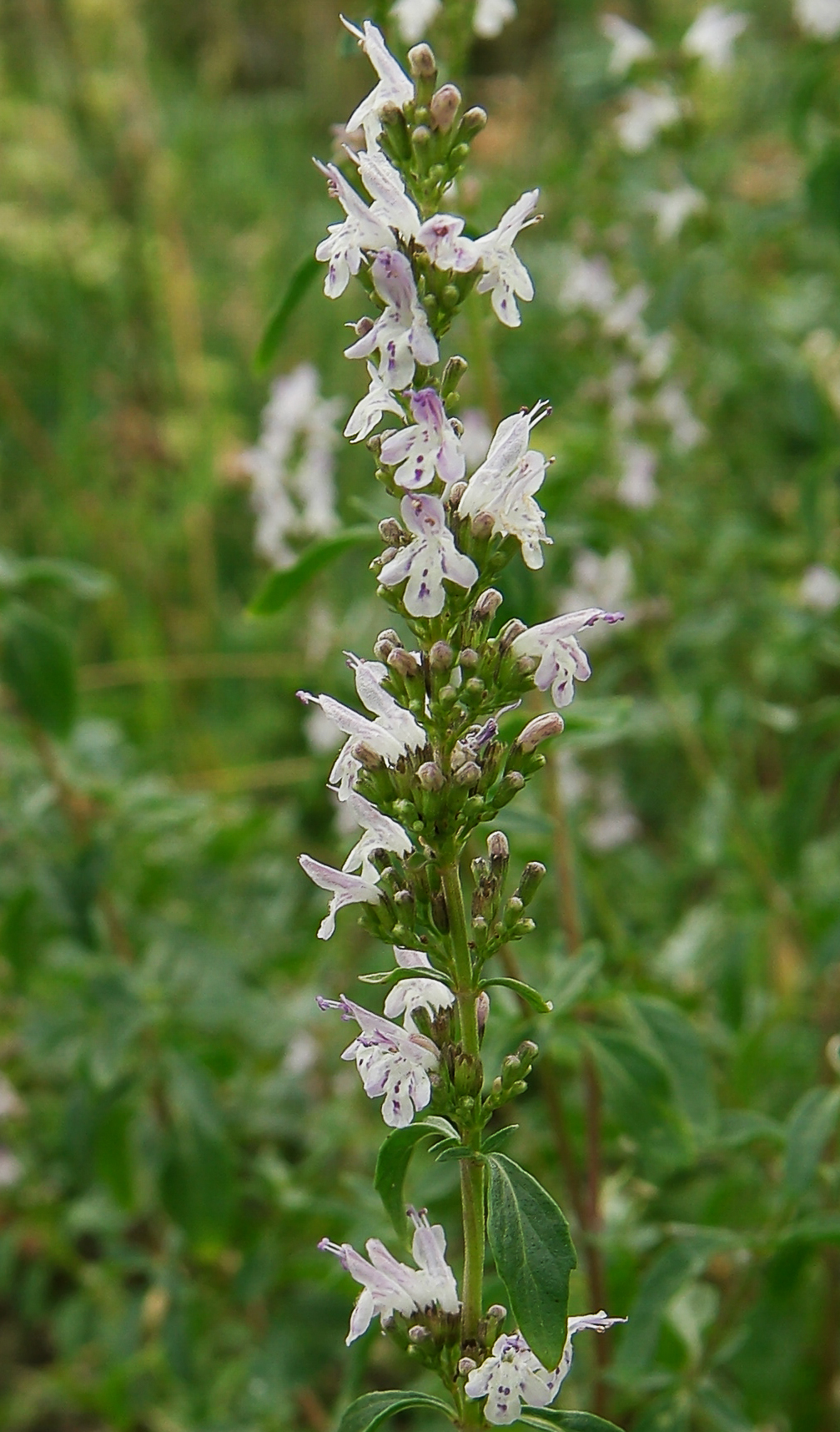
Ausschnitt eines Blütenstandes, vom Wildstandort

### Vegetative Merkmale
Die Quendelblättrige Bergminze wächst als ausdauernder Halbstrauch und erreicht Wuchshöhen von meist 20 bis 40 (15 bis 50) Zentimetern. Der untere Bereich der Sprossachsen und das Rhizom können verholzen. Die Pflanzenteile sind äußerst aromatisch. Jedes Pflanzenexemplar kann zahlreiche Sprossachsen bilden und ist wenig bis stark verzweigt. Die fast kahlen Sprossachsen stehen dicht, aufrecht, strauchförmig und brechen leicht. Die Sprossachse ist vierkantig, stumpf und glänzend.
Die gegenständigen Laubblätter sind in Blattstiel und Blattspreite gegliedert. Der deutliche Blattstiel ist 5 bis 6, selten bis zu 7 Millimeter lang. Die verwaschen grüne, ganzrandige oder stumpf gezähnte Blattspreite ist bei einer Länge von 5 bis 20 Millimetern elliptisch bis eiförmig. Die Blattunterseite ist drüsig-punktiert.

### Generative Merkmale
Die Blütezeit reicht von (Juli) August bis September (Oktober). Der locker stehende scheinährige Blütenstand besteht aus zusammengesetzten Scheinquirlen mit jeweils 5 bis 10 Blüten, es stehen 10 bis 30 Blüten auf kurzen Stielen.
Die zwittrigen Blüten sind zygomorph mit doppelter Blütenhülle. Beim Kelch treten 13 Nerven stark hervor, er ist meist 3 Millimeter lang, röhrig, glatt oder mit anliegenden Haaren, drüsig-punktiert. Er ist zweilippig mit zwei kurz dreieckigen und gleichförmigen Kelchzähnen, die sechsmal kürzer als die Kelchröhre sind. Die weiße Kronröhre ist 4 bis 5 Millimeter lang; die Oberlippe 2 bis 3 Millimeter lang, gerade oder kurz eingeschnitten, weißlich oder hellviolett; die Unterlippe ist dreilappig, nach unten umgebogen mit violettem Muster auf weißem Grund.
Die Teilfrüchte sind eiförmig gewunden, 0,8 bis 1, selten bis zu 1,2 Millimeter lang sowie 0,4 bis 0,5 Millimeter breit und an ihrer Spitze zu einem stumpfen Schnabel verschmälert.

### Chemotaxonomische Charakteristik
Die Quendelblättrige Bergminze ist mit einem Anteil von mehr als 0,5 %  reich an ätherischen Ölen. Diesen wird eine pharmakologische Wirkung zugesprochen. Die Öle werden durch oxidierte Monoterpene vom Menthan-Typ dominiert: darunter Piperitenon-Oxide, Pulegon, Piperitenon. Geringere Anteile haben Sesquiterpene. Der charakteristische, angenehme Duft der Quendelblättrigen Berminze rührt von den Monoterpen-Ketonen her, die mit 33 % Pulegon, 26 % Piperitenon, 11 % Piperiton und 5 % Isomenthon vertreten sind. Daneben geringe Mengen an β-Caryophyllen und Limonen.

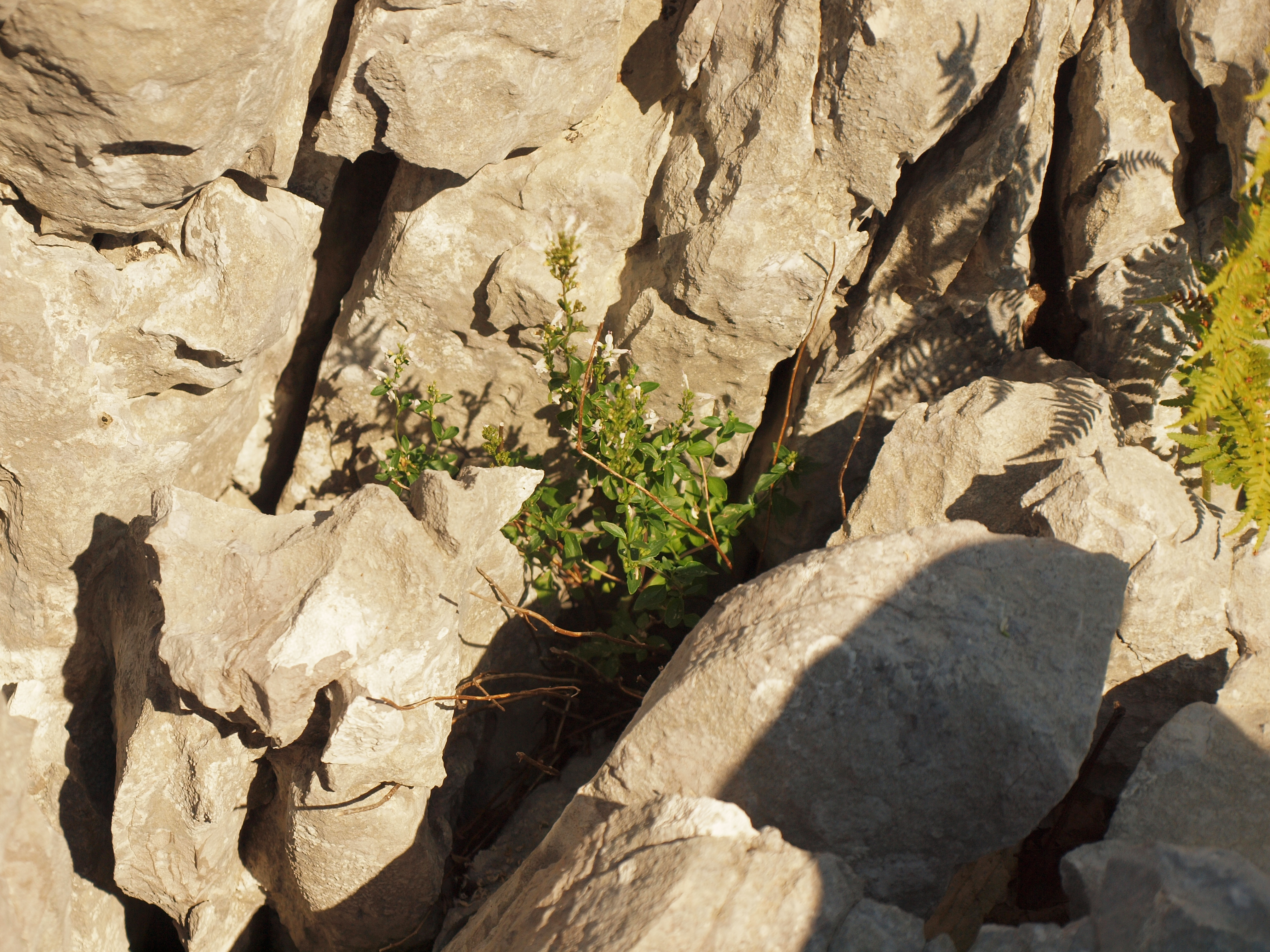
Standort der Quendelblättrigen Bergminze mit dem Starren Wurmfarn in Kluftkarren der Ledenice, Bijela gora, Montenegro

## Vorkommen
Es gibt Fundortangaben für Italien, Ungarn und das ehemalige Jugoslawien. Die Quendelblättrige Bergminze hat ihr Hauptverbreitungsgebiet in den Karst-Küstenländern der Dinariden, sowie disjunkt in Ungarn. Sie ist ein illyrisches Florenelement. Sie wächst überwiegend in Karren sowie zwischen Felsen. Außerdem finden sich dichte Population in den Serpentinit-Gebirgen im westlichen Serbien und östlichen Bosnien. Ihre Höhenamplitude reicht von schluchtartigen Habitaten in Höhenlagen von etwa 30 Metern (Neretva-Schlucht) bis in schneereiche Höhenlagen von fast 2000 Metern.

## Taxonomie
Die Erstbeschreibung erfolgte 1772 durch Giovanni Antonio Scopoli unter dem Namen (Basionym) Satureja thymifolia Scop. in der Flora Carniolica, 2. Auflage, Band 1, S. 428. Beispielsweise wurde der Name Clinopodium thymifolium (Scop.) Kuntze 1891 durch Carl Ernst Otto Kuntze veröffentlicht. Das ist nur einer der vielen Synonyme, unter anderem auch Calamintha alba (Waldst. & Kit.) Rchb., Calamintha officinalis var. alba (Waldst. & Kit.) Nyman, Calamintha rupestris Host, Calamintha thymifolia (Scop.) Host, Cuspidocarpus rupestris Spenn. nom. superfl., Cuspidocarpus thymifolius (Scop.) Kuntze, Melissa alba Waldst. & Kit., Melissa thymifolia (Scop.) Benth., Mentha croatica Welden nom. nud., Micromeria rupestris (Host) Benth., Micromeria thymifolia (Scop.) Fritsch, Nepeta croatica Spreng. nom. superfl., Nepeta pumila Spreng. nom. superfl., Satureja rupestris Wulfen nom. superfl., Satureja thymifolia Scop., Thymus albus (Waldst. & Kit.) Link.
Bis 2005 wurde die Quendelblättrige Bergminze wissenschaftlich als Micromeria thymifolia (Scop.) Fritsch bezeichnet. Aufgrund Molekulargenetischer Analysen wurden einige bis dato zu Micromeria gestellte Arten nach Clinopodium gestellt. Neben den genannten ist ein weiteres Synonym Micromeria rupestris (Wulfen) Benth. Nach Bräuchler et al. 2018 sollte diese Art Clinopodium album (Waldst. & Kit.) Bräuchler & Govaerts (publiziert in Phytotaxa, Volume 356, 2018, S. 71) heißen.

## Verwendung
Die Pflanzenteile haben ein angenehmes und intensives Aroma und können als Tee zubereitet werden.
Die Quendelblättrige Bergminze findet zum Würzen von herzhaften Speisen Verwendung.
Als Zierpflanze eignet sie sich für den mediterranen Steingarten oder das Alpinum. Sie ist eine gute Bienenpflanze und verströmt einen intensiven Duft.

## Phytopharmakologie
Die ätherischen Öle der Quendelblättrigen Bergminze haben sich in Laborversuchen als effektiv gegen zahlreiche Pilze wie Aspergillus niger, Aspergillus ochraceus, Cladosporium cladosporioides, Fusarium tricinctum, Trichoderma viride, Penicillium ochrochloron und Phomopsis helianthi sowie Bakterien wie Micrococcus luteus, Escherichia coli, Enterococcus faecalis und Bacillus subtilis.